# 卢贝斯-贝尔纳克
卢贝斯-贝尔纳克（法語：Loubès-Bernac，法語發音：[lubɛs bɛʁnak]）是法国洛特-加龙省的一个市镇，属于马尔芒德区。该市镇于1826年由原市镇卢贝斯（Loubès）和贝尔纳克（Bernac）合并而成。

## 地理
卢贝斯-贝尔纳克（44°43'51"N, 0°17'39"E）面积19.31 平方千米，位于法国新阿基坦大区洛特-加龍省，该省份为法国西南部内陆省份，北起多爾多涅省，西接吉倫特省和朗德省，南至热尔省，东临塔恩-加龙省和洛特省。
与卢贝斯-贝尔纳克接壤的市镇（或旧市镇、城区）包括：马尔格龙、莫内斯捷、圣于连-伊诺桑斯-厄拉利、泰纳克、圣阿斯捷、圣让德迪拉斯、苏芒萨克、迪拉斯新城。
卢贝斯-贝尔纳克的时区为UTC+01:00、UTC+02:00（夏令时）。

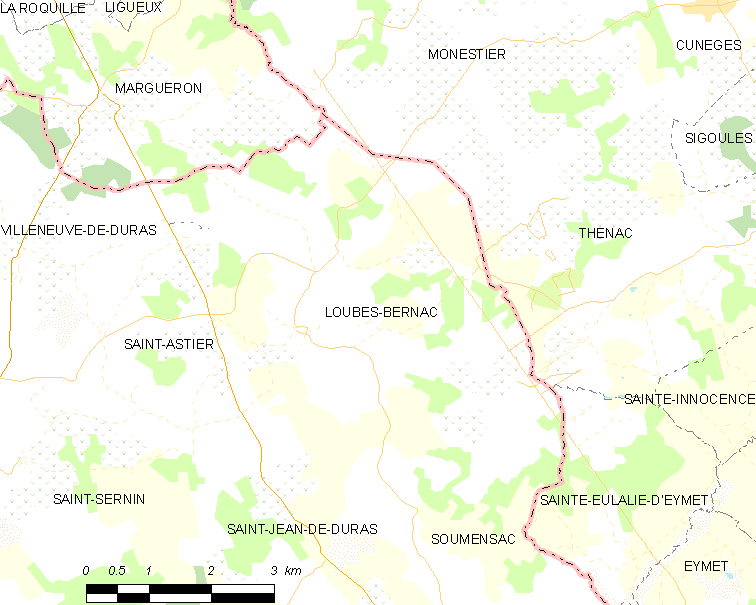
卢贝斯-贝尔纳克的OSM定位图

## 行政
卢贝斯-贝尔纳克的邮政编码为47120，INSEE市镇编码为47151。

## 政治
卢贝斯-贝尔纳克所属的省级选区为吉耶讷山丘县。

## 人口

1962-2008年间卢贝斯-贝尔纳克人口变化图示

卢贝斯-贝尔纳克于2022年1月1日时的人口数量为409人。